# Grant Ross
Grant Ross (* 3. April 1986 in Port Elizabeth, Ostkap) ist ein südafrikanischer Schauspieler.

## Leben
Ross wurde am 3. April 1986 in Port Elizabeth geboren. Erste Erfahrungen als Schauspieler sammelte er bereits in der Grundschule in dortigen Theaterstücken. Drei Jahre studierte er an der AFDA Film School Cape Town, die er mit dem Bachelor of Arts verließ. Seit dem 10. Dezember 2011 ist er mit Anchel Ross verheiratet. Die beiden sind Eltern eines Kindes.
2005 gab Ross sein Fernsehdebüt in einer Episode der Miniserie Bermuda Dreieck – Tor zu einer anderen Zeit. 2008 hatte er eine Nebenrolle in Doomsday – Tag der Rache inne. 2013 übernahm er die titelgebende Hauptrolle des Jack Heart im Kurzfilm Jack of Hearts, der am 19. Oktober 2013 auf dem 48 Hour Film Project-Festival aufgeführt wurde. 2018 übernahm er in vier Episoden der Fernsehserie Ice die Rolle des Mousy. 2019 verkörperte er in zwei Episoden der Fernsehserie Warrior die Rolle des Bailiff. Im August 2022 wurde bekannt, dass er die Rolle des Genzo in der Netflix-Serienadaption One Piece darstellen wird.

## Filmografie (Auswahl)
- 2005: Bermuda Dreieck – Tor zu einer anderen Zeit (The Triangle, Miniserie, Episode 1x01)
- 2007: Der Untergang der Lusitania – Tragödie eines Luxusliners (Lusitania: Murder on the Atlantic, Fernsehfilmdokumentation)
- 2008: Doomsday – Tag der Rache (Doomsday)
- 2009: Safari
- 2012: Erf 486 (Kurzfilm)
- 2013: Action
- 2013: Jack of Hearts (Kurzfilm)
- 2013–2014: The Unexplained Files (Fernsehserie, 2 Episoden)
- 2014: SAF3 (Fernsehserie, Episode 1x14)
- 2014: Skywatch: The Duster of Doom (Kurzfilm)
- 2014: The Final Blow (Kurzfilm)
- 2015: Grzimek
- 2015: A Case of the Shanks (Kurzfilm)
- 2016: Champ (Kurzfilm)
- 2016: No Man Left Behind (Fernsehdokuserie, Episode 1x04)
- 2016: Unforgettable, Crazy Me (Kurzfilm)
- 2016–2017: Killer Instinct with Chris Hansen (Fernsehdokuserie, 2 Episoden)
- 2016: Getaway (Kurzfilm)
- 2017: Bypass
- 2017: Dating Game Killer (Fernsehfilm)
- 2017–2019: American Monster (Fernsehdokuserie, 3 Episoden, verschiedene Rollen)
- 2018: Troja – Untergang einer Stadt (Troy: Fall of a City, Fernsehserie, Episode 1x03)
- 2018: Ice (Fernsehserie, 4 Episoden)
- 2019: Warrior (Fernsehserie, 2 Episoden)
- 2020: Ulysses S. Grant: Vom Kriegsheld zum US-Präsidenten (Grant, Miniserie, Episode 1x01)
- 2020: The Last Days of American Crime
- 2020: The Kissing Booth 2
- 2020: Black Beauty
- 2022: Evade (Kurzfilm)
- 2022: Abraham Lincoln (Miniserie, Episode 1x02)
- 2023: One Piece (Fernsehserie, 2 Episoden)